# Berufskolleg in Nordrhein-Westfalen
Das Berufskolleg ist in Nordrhein-Westfalen die Bezeichnung für die Ende der 1990er Jahre aus den berufsbildenden Schulen und den Kollegschulen hervorgegangene Schulform, die im Wesentlichen auf die Sekundarstufe II ausgerichtet ist, aber ebenso den Hauptschulabschluss ermöglicht wie auch die Fachschulen umfasst. Mit etwa 30 % aller Schülerinnen und Schüler Nordrhein-Westfalens ist das Berufskolleg heute (Stand: 2024) die größte Schulform in Nordrhein-Westfalen.
Die zentrale Bedeutung des Berufskollegs liegt in der Kombination von allgemeiner und beruflicher Bildung. Es ermöglicht daher eine gleichzeitige Qualifizierung im berufsbildenden und im allgemeinbildenden Bereich, was in den vielfältigen Bildungsgängen unterschiedlich realisiert wird.
Alle Angaben zu den Bildungsgängen, die grundsätzlich in einem Berufskolleg in NRW angeboten werden können, haben eine formale Grundlage. Neben dem aktuellen Schulgesetz für NRW gilt hier besonders die Ausbildungs- und Prüfungsordnung Berufskolleg (APO-BK). Strukturgebend für die Bildungsgänge des Berufskollegs sind die Anlagen A bis E der APO-BK:
- Anlage A: Fachklassen des dualen Systems der Berufsausbildung („Berufsschule“) und Ausbildungsvorbereitung
- Anlage B: Einjährige Berufsfachschule („BFS 1+2“) und zweijährige Berufsfachschule
- Anlage C: Zweijährige Berufsfachschule („Höhere Berufsfachschule“), dreijährige Berufsfachschule, Berufsfachschule für Hochschulzugangsberechtigte und Fachoberschule (Kl. 11/12 und 12 B)
- Anlage D: Berufliches Gymnasium und Fachoberschule (Kl. 13)
- Anlage E: Fachschule[3]

## Fachklassen des dualen Systems der Berufsausbildung („Berufsschule“)
Die Berufsschule ist für Schüler, die ihre Vollzeitschulpflicht von zehn Jahren erfüllt haben und einen Berufsausbildungsvertrag mit einem Unternehmen oder einer öffentlichen Einrichtung abgeschlossen haben. Die Klassen sind nach Berufen geordnet. Der Unterricht umfasst fachbezogene theoretische Grundlagen sowie allgemeinbildende Fächer.
- Eingangsvoraussetzungen: Berufsausbildungsvertrag
- Form: Teilzeit (ca. acht bis zwölf Stunden/Woche an ein bis zwei Tagen oder in Blockform, einige Wochen pro Schuljahr)
- Dauer: zwei bis dreieinhalb Jahre, je nach Beruf, Verkürzung möglich, und nur so lange wie das Berufsausbildungsverhältnis besteht
- Abschluss: betrieblich: Gesellen- oder Facharbeiterprüfung bzw. Kaufmannsgehilfenprüfung, schulisch: Abschlusszeugnis der Berufsschule, bei entsprechender Leistung kann zusätzlich der nächsthöhere, mittlere Bildungsabschluss (Hauptschulabschluss nach Klasse 10, sowie mittlerer Schulabschluss (Fachoberschulreife)) erworben werden oder, solange neben der Berufsschule noch weiterer Unterricht genommen und eine zusätzliche Prüfung bestanden wurde, die Fachhochschulreife.

Berufsschulpflichtig ist in NRW jeder junge Mensch, der
- mit unter 21 Jahren eine Berufsausbildung beginnt (bis zum Abschluss), oder
- nach 10 Pflichtschuljahren ohne Ausbildungsvertrag arbeitet oder arbeitslos ist (bis zur Vollendung des 18. Lebensjahres).

Eine Hochschulzugangsberechtigung (Fachhochschulreife, fachgebundene oder allgemeine Hochschulreife) kann in der Schulform Berufsschule im dualen Bildungsgang am Berufskolleg erworben werden, wenn aufgrund von örtlichen Vereinbarungen mit den Vertretungen der Ausbildungsbetriebe die zusätzlichen Unterrichtsinhalte vermittelt werden können (z. B. erstes Ausbildungsjahr als Praktikum mit Vorvertrag). Sie kann grundsätzlich am Berufskolleg in den Bildungsgängen Fachoberschule, Höhere Berufsfachschule, Fachschule und gymnasiale Oberstufe erworben werden.

## Ausbildungsvorbereitung
Diese Schulform ist für Schüler, die ihre Vollzeitschulpflicht von 10 Jahren an einer allgemeinbildenden Schule erfüllt haben und keine anderweitige Vollzeitschule besuchen. Da die Berufsschulpflicht für alle Jugendlichen bis zum Ende des Schuljahres besteht, in dem sie ihr 18. Lebensjahr vollenden, besuchen sie in dieser Zeit eine dieser berufsvorbereitenden Klassen. Auch wenn Jugendliche einer Vollzeitarbeit ohne Berufsausbildung nachgehen, sind sie zum Besuch dieser Schule verpflichtet. Die Klassen sind nach Berufsfeldern ausgerichtet.
- Eingangsvoraussetzungen: keine
- Form: Vollzeit oder Teilzeit
- Dauer: ein Jahr
- Abschluss: Hauptschulabschluss bei entsprechenden Leistungen

## Berufsfachschulen

### Einjährige Berufsfachschule
Es gibt zwei einjährige Berufsfachschulen („Berufsfachschule 1 + 2“), in denen neben beruflichen Kenntnissen, Fähigkeiten und Fertigkeiten zunächst der Hauptschulabschluss nach Klasse 10 (Berufsfachschule 1) und anschließend der mittlere Schulabschluss, der mit der Qualifikation zum Besuch der gymnasialen Oberstufe verbunden sein kann (Berufsfachschule 2), erworben werden kann.

### Zweijährige Berufsfachschulen
Die zweijährigen Berufsfachschulen umfassen vollzeitschulische Bildungsgänge, die einen Berufsabschluss nach Landesrecht und einen Hauptschulabschluss nach Klasse 10 oder den mittleren Schulabschluss, der mit der Berechtigung zum Besuch der gymnasialen Oberstufe verbunden sein kann, vermittelt.
Es könne folgende Berufsabschlüsse nach Landesrecht erworben werden:
- Staatliche geprüfter Sozialassistent, Schwerpunkt Heilerziehung
- Staatliche geprüfter Kinderpfleger
- Staatlich geprüfter Sozialassistent
- Staatliche geprüfter Assistent für Ernährung und Versorgung, Schwerpunkt Service

### Zweijährige Berufsfachschule („Höhere Berufsfachschule“)
Die zweijährigen Berufsfachschulen, wie z. B. die sog. Höhere Handelsschule, vermittelt die Fachhochschulreife (schulischer Teil) und berufliche Kenntnisse, Fähigkeiten und Fertigkeiten.

### Dreijährige Berufsfachschule
Neben der Fachhochschulreife wird ein Berufsabschluss nach Landesrecht erworben (sog. Doppelqualifikation). Folgende Berufsabschlüsse können erworben werden:
Fachbereich Ernährung/Hauswirtschaft
- Staatlich geprüfter Assistent für Ernährung und Versorgung
- Staatlich geprüfter lebensmitteltechnischer Assistent

Fachbereich Gestaltung
- Staatlich geprüfter gestaltungstechnischer Assistent

Fachbereich Gesundheit/Soziales
- Staatlich geprüfter Gymnastiklehrer
- Staatlich geprüfter Kosmetiker

Fachbereich Informatik
- Staatlich geprüfter Informatiker
- Staatlich geprüfter informationstechnischer Assistent

Fachbereich Technik/Naturwissenschaften
- Staatlich geprüfter bautechnischer Assistent
- Staatlich geprüfter bekleidungstechnischer Assistent
- Staatlich geprüfter biologisch-technischer Assistent
- Staatlich geprüfter chemisch-technischer Assistent
- Staatlich geprüfter elektrotechnischer Assistent
- Staatlich geprüfter Industrietechnologe
- Staatlich geprüfter maschinenbautechnischer Assistent
- Staatlich geprüfter physikalisch-technischer Assistent
- Staatlich geprüfter präparationstechnischer Assistent
- Staatlich geprüfter textiltechnischer Assistent
- Staatlich geprüfter umweltschutztechnischer Assistent

Fachbereich Wirtschaft und Verwaltung
- Staatlich geprüfter kaufmännischer Assistent

### Zweijährige Berufsfachschule für Hochschulzugangsberechtigte
Schüler, die eine Hochschulreife oder den schulischen Teil der Fachhochschulreife besitzen, können einen Berufsabschluss nach Landesrecht erwerben. Die möglichen Berufsabschlüsse sind identisch mit denen der dreijährigen Berufsfachschule.

## Fachoberschule
Die Fachoberschule (FOS) unterteilt sich in verschiedene Stufen.

### Fachoberschule Kl. 11/12
Zur Fachhochschulreife führen die Klassen 11 und 12. Die FOS Klasse 12 wird sowohl als Vollzeitklasse als auch als Teilzeitklasse für Berufstätige angeboten. Voraussetzung für den Besuch der Klasse 12 ist die Fachoberschulreife und der erfolgreiche Besuch der Klasse 11.

### Fachoberschule Kl. 12 B
In die FOS Kl. 12 B wird aufgenommen, wer zusätzlich zu den Anforderungen an die FOS Kl. 12 eine abgeschlossene einschlägige Berufsausbildung oder eine mindestens vierjährige einschlägige Berufstätigkeit nachweisen kann.

### Fachoberschule Kl. 13
Ziel der Klasse 13 ist die allgemeine Hochschulreife (Abitur) bzw. der fachgebundene Hochschulreife. Die Voraussetzungen für den Eintritt in die FOS Klasse 13 sind die Fachhochschulreife und mindestens eine zweijährige erfolgreich abgeschlossene Berufsausbildung. Eine mindestens fünfjährige einschlägige Berufstätigkeit kann an die Stelle der abgeschlossenen Berufsausbildung treten.

## Berufliches Gymnasium
Die Bildungsgänge der Berufskollegs, die zum Abitur und beruflichen Qualifikationen führen, werden in Nordrhein-Westfalen als Berufliche Gymnasien bezeichnet. Es gibt diese in unterschiedlichen Fachbereichen (z. B. Wirtschaft und Verwaltung oder Technik). Entsprechend können Berufskollegs, die Abiturbildungsgänge führen, zu ihrem Schulnamen Bezeichnungen wie Wirtschaftsgymnasium oder Berufliches Gymnasium für Technik hinzufügen. Die Beruflichen Gymnasien unterscheiden sich von der gymnasialen Oberstufe durch ihren stärkeren Berufsbezug sowie die Möglichkeit, zusätzliche berufliche Abschlüsse (Berufsausbildungen nach Landesrecht) zu erwerben.
Darüber hinaus werden den Schülern berufliche Kenntnisse in einem bestimmten Fachgebiet (Ernährung, Gestaltung, Gesundheit und Soziales, Informatik, Technik oder Wirtschaft und Verwaltung) vermittelt.  Auch berufliche Abschlüsse nach Landesrecht können, wie oben bereits erwähnt, erworben werden, und zwar in den doppelt qualifizierenden Bildungsgängen (Abitur und Berufsausbildung).
Die Schüler müssen die Qualifikation zum Besuch der gymnasialen Oberstufe besitzen.
Folgende Berufsabschlüsse können erworben werden:
Fachbereich Gestaltung
- Staatlich geprüfter gestaltungstechnischer Assistent

Fachbereich Gesundheit/Soziales
- Staatlich geprüfter Erzieher (vier Jahre unter Einschluss eines fachpraktischen Ausbildungsjahres)

Fachbereich Informatik
- Staatlich geprüfter informationstechnischer Assistent

Fachbereich Technik/Naturwissenschaften
- Staatlich geprüfter bautechnischer Assistent
- Staatlich geprüfter biologisch-technischer Assistent
- Staatlich geprüfter chemisch-technischer Assistent
- Staatlich geprüfter elektrotechnischer Assistent
- Staatlich geprüfter Konstruktions- und Fertigungstechnischer Assistent
- Staatlich geprüfter physikalisch-technischer Assistent
- Staatlich geprüfter umwelttechnischer Assistent

Fachbereich Wirtschaft und Verwaltung
- Staatlich geprüfter technischer Assistent für Betriebsinformatik
- Staatlich geprüfter kaufmännischer Assistent

## Fachschulen
Fachschulen sind Einrichtungen der beruflichen Weiterbildung. In die Fachschule wird aufgenommen, wer mindestens
1. den Abschluss der Ausbildung in einem für die Zielsetzung der jeweiligen Fachrichtung einschlägigen Ausbildungsberuf und
2. den Berufsschulabschluss und
3. eine Berufstätigkeit im Ausbildungsberuf von mindestens einem Jahr, die auch während der Fachschulausbildung abgeleistet werden kann, nachweist.

Abweichend davon kann in die Fachschule aufgenommen werden, wer eine einschlägige langjährige Berufstätigkeit nachweist.
Im Regelfall dauert das Studium vier bis acht Semester (Schulhalbjahre), je nach interner Organisation des Berufskollegs und dem angestrebten staatlichen Abschluss, in der Abend- bzw. Teilzeitform. Diese Form wählen Absolventen oft, wenn sie ihre berufliche Tätigkeit während der Zeit der Technikerausbildung beibehalten wollen. Für Bewerber/-innen, die mindestens die Fachhochschulreife besitzen, kann sich die Dauer des Studiums gegebenenfalls von acht auf sechs Semestern verkürzen. In der Vollzeitform beträgt die Dauer der Ausbildung zwei Schuljahre (vier Semester).
Der Abschluss „staatlich geprüfte/r Betriebswirt/in“, „staatlich geprüfte/r Techniker/in“ oder „staatlich geprüfte/r Betriebsleiter/in“ dauert in der Regel sechs bis acht Semester in Teilzeitform oder vier Semester in Vollzeitform. Viele Fachschulen kooperieren mit Fachhochschulen, um den Absolventen direkt im Anschluss ein verkürztes Bachelor-Studium zu ermöglichen.
Der Bildungsgang schließt mit der Abschlussprüfung beispielsweise zum Staatlich geprüften Erzieher/Techniker/Informatiker/Betriebswirt ab. Die Prüfung besteht aus einem schriftlichen und einem mündlichen Teil, darüber hinaus kann die Fachhochschulreife erlangt werden. Dies ist eine postsekundäre Ausbildung in Deutschland bzw. eine tertiäre Ausbildung im internationalen Vergleich.